# يويا ناغوتومي
يويا ناغوتومي (باليابانية: 永冨 裕也) (30 يوليو 1982 في فوكوكا في اليابان – )؛ هو لاعب كرة قدم ياباني سابق كان يلعب كمهاجم.

## وصلات خارجية
- يويا ناغوتومي على موقع رابطة كرة القدم اليابانية للمحترفين (اليابانية)
- يويا ناغوتومي على موقع Soccerway.com (الإنجليزية)
- يويا ناغوتومي على موقع عالم كرة القدم.نت (الإنجليزية)